# Gnomibidion araujoi
Gnomibidion araujoi là một loài bọ cánh cứng trong họ Cerambycidae.